# معتمدية قفصة الشمالية

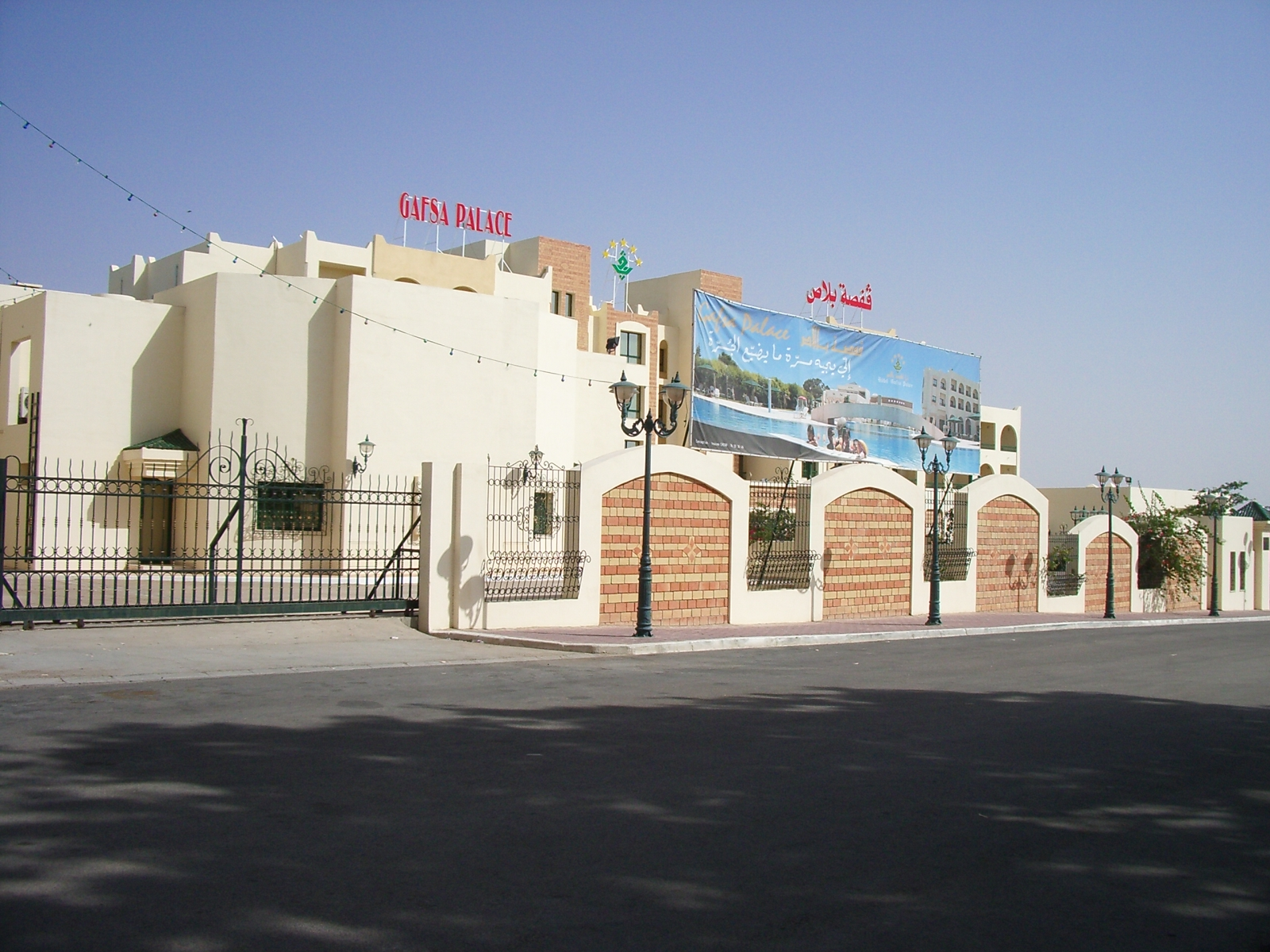

معتمدية قفصة الشمالية إحدى معتمديات الجمهورية التونسية، تابعة لولاية قفصة.

### مواضيع ذات علاقة
- ولاية قفصة.